# Go D.J.
Singles de Lil Wayne
Bring It Back
(2004) Earthquake
(2004)
Go D.J. est le second single du quatrième album studio de Lil Wayne, Tha Carter sorti en 2004. La chanson a été produite par DJ Mannie Fresh, qui prêtent également sa voix. Les paroles de la chanson ont été écrites et interprétées par Lil Wayne. Le single est devenu un classique de Lil Wayne atteignant la troisième place sur l'US Rap Charts.
Le refrain de la chanson est emprunté à une musique de même titre du groupe U.N.L.V.. De plus, cette chanson a été un sample pour diverses chansons (notamment celle de Lil Wayne).

## Clip vidéo
La vidéo se déroule dans une prison (la maison de correction Mansfield Reformatory, la même prison où a été tourné le film Les Évadés) où Lil Wayne est libéré de la chaise électrique. Après cela, il commence à chanter son couplé. Birdman, Ronald Slim Williams, Mannie Fresh, Gillie Da Kid, and C-Murder font quelques apparitions.

## Utilisation
La chanson a été choisie dans le jeu vidéo de Midnight Club 3: DUB Edition en clean version.

## Meilleur position
| Chart (2004)                                    | Meilleur Position |
| ----------------------------------------------- | ----------------- |
| U.S. Billboard Hot 100                          | 14                |
| U.S. Billboard Hot R&B/Hip-Hop Singles & Tracks | 4                 |
| U.S. Billboard Hot Rap Tracks                   | 3                 |